# Кінець (фільм, 2016)
«Кінець» (англ. The End) — французький містичний фільм-драма 2016 року, поставлений режисером Ґійомом Ніклу. Прем'єра стрічки відбулася 14 лютого 2016 року в секції «Форум» на 66-му Берлінському міжнародному кінофестивалі.

## Сюжет
Відправившись на полювання до найближчого лісу зі своїм псом Еші, мисливець (Жерар Депардьє) просувається все далі в хащі та незабаром виявляє, що запаси їжі та води вичерпані. Остаточно заблукавши, чоловік продовжує заглиблюватися в ліс, з кожним кроком помічаючи дивні речі. Мало того, що його вірний пес-слідопит загубився, так у лісі ще й з'явилися озера, яких ніколи раніше тут не було. Справа приймає зовсім несподіваний оборот, коли мисливець, остаточно знесилившись, вирішує влаштувати привал у печері, але, прокинувшись виявляє, що його рушницю хтось забрав.

## У ролях
| Жерар Депардьє | ···· | чоловік                      |
| Одрі Бонне     | ···· | молода жінка                 |
| Сванн Арло     | ···· | молодий чоловік              |
| Ксав'є Бовуа   | ···· | любитель прогулянок          |
| Дідьє Абу      | ···· | Гай, 2-й любитель прогулянок |

## Знімальна група
- Автор сценарію — Ґійом Ніклу
- Режисер-постановник — Ґійом Ніклу
- Продюсери — Сільвія Піала, Бенуа Кенон
- Співпродюсери — Сиріл Кольбо-Жустен, Жан-Батист Дюпон
- Композитор — Ерік Демарсан
- Оператор — Крістоф Оффенштейн
- Монтаж — Гай Лекорн
- Підбір акторів — Бріжит Мооду
- Художник по костюмах — Анаїс Роман

## Нагороди та номінації
| Список нагород та номінацій             | Список нагород та номінацій | Список нагород та номінацій | Список нагород та номінацій | Список нагород та номінацій | Список нагород та номінацій |
| Кінопремія                              | Дата церемонії              | Категорія                   | Номінант(и)                 | Результат                   | Дж                          |
| --------------------------------------- | --------------------------- | --------------------------- | --------------------------- | --------------------------- | --------------------------- |
| Стамбульський міжнародний кінофестиваль | 2016                        | Золотий Тюльпан             | Кінець                      | Номінація                   |                             |
| Премія «Люм'єр»                         | 30 січня 2016               | Найкращий актор             | Жерар Депардьє              | Номінація                   | [ 3 ]                       |